# Luperina amaliae
Luperina amaliae är en fjärilsart som beskrevs av Wagner 1926. Luperina amaliae ingår i släktet Luperina och familjen nattflyn. Inga underarter finns listade i Catalogue of Life.